# Zur-Mühlen-Gruppe
Die Zur-Mühlen-Gruppe (Eigenschreibweise: zur Mühlen Gruppe) ist ein deutscher Hersteller von Fleisch und Fleischerzeugnissen, Marktführer bei SB-Wurst und Wurstkonserven. Mutterunternehmen ist die Zur Mühlen ApS & Co. KG mit Sitz in Böklund. Diese befindet sich vollständig im Eigentum der Tönnies Holding und dient als Zwischenholding für den Bereich Wurstwarenproduktion.
Zur Gruppe gehören die Wurstmarken Böklunder, Könecke, Redlefsen (darunter Jensen's und Heine's), Schulte, Zerbster Original, Hareico, Plumrose und Heinrich Nölke (Gutfried). Sie produzierte nach Eigenangaben im Januar 2024 mit „saisonabhängig“ 4000 Mitarbeitern in Deutschland und Polen „jedes Jahr etwa 2 Milliarden Verbrauchereinheiten“ (Packungen), was einen „rechnerischen Marktanteil von 22 %“ ausmache.

## Geschichte

### Gründung und Aufbau
Der namensgebende Konzerngründer Peter zur Mühlen begann seine Karriere beim westfälischen Wursthersteller Stockmeyer, für den er insgesamt 20 Jahre im Vorstand tätig war. 1991 erwarb er 10 Prozent des Joghurtherstellers Onken und arbeitete dort bis Ende 1998. Bald erwarb er mit Anfang 50 den Wursthersteller Böklunder bei Flensburg und erweiterte diesen nach der Jahrtausendwende in wenigen Jahren zu einem Großkonzern, indem er angeschlagene oder gar insolvente Unternehmen kaufte, sanierte und mithilfe seiner Großkunden im Lebensmittelhandel schnell zu Umsätzen verhalf.

### Übernahme durch Tönnies
Die Zur-Mühlen-Gruppe wurde mit der Expansion zu einem der wichtigsten Schlachtfleisch-Abnehmer der Tönnies-Unternehmensgruppe. Als die Zur-Mühlen-Gruppe Mitte der 2000er-Jahre in finanzielle Schwierigkeiten geriet, bedeutete das gleichzeitig ein Geschäftsrisiko für Tönnies. Vor diesem Hintergrund strebte Clemens Tönnies zunächst eine Übernahme durch die Tönnies-Unternehmensgruppe an, was jedoch an der mangelnden Zustimmung von Josef Schnusenberg, Testamentsvollstrecker der Mitgesellschafter, scheiterte. Daraufhin erwarb Clemens Tönnies noch vor 2005 persönlich eine Mehrheitsbeteiligung an der Zur-Mühlen-Gruppe. Diese wurde zunächst treuhänderisch von Peter zur Mühlen gehalten. 2011 kündigte Clemens Tönnies an, bis 2014 die gesamten Anteile an der Zur-Mühlen-Gruppe zu erwerben und damit Alleininhaber zu werden.
Im April 2017 beschlossen Clemens Tönnies sowie die beiden weiteren Gesellschafter der Tönnies Holding, Robert Tönnies sowie Maximilian Tönnies, die Übernahme der Zur-Mühlen-Gruppe durch die Tönnies-Unternehmensgruppe. Die Europäische Kommission gab im Juli 2017 ihre kartellrechtliche Freigabe, die Übernahme erfolgte zum 1. Januar 2018.

### Wurstkartell und Wurstlücke
Wegen illegaler Preisabsprachen seit dem Jahr 1982 ermittelte das Bundeskartellamt ab 2009 gegen das sogenannte Wurstkartell. Ab Mitte 2014 verhängte das Bundeskartellamt insgesamt Strafen in Höhe von 338 Millionen Euro gegen 21 Wursthersteller und 33 verantwortliche Personen. Unter den Beteiligten waren auch die Böklunder Plumrose GmbH & Co. KG sowie die Könecke Fleischwarenfabrik GmbH & Co. KG, beide Teil der Zur-Mühlen-Gruppe. Die Strafen in Höhe von 128 Millionen Euro gegen diese beiden Tochterunternehmen konnte das Bundeskartellamt 2016 nicht eintreiben, weil Tönnies eine rechtliche Lücke nutzte (Wurstlücke). Er hatte vor Zustellung der Bußgeldbescheide die Aktivitäten der Firmen auf andere Gesellschaften der Zur-Mühlen-Gruppe übertragen und anschließend liquidiert. Da die Firmen rechtlich nicht mehr existierten, mussten die Bußgeldverfahren eingestellt werden.

### Übernahmen von Konkurrenten
Im Dezember 2014 übernahm die Zur-Mühlen-Gruppe die Heinrich Nölke GmbH & Co. KG, also den gesamten Produktionsbereich des Unternehmens Gebr. Nölke GmbH & Co. KG, wogegen das Bundeskartellamt nach Medienberichten keine Einwände erhob.
Im Jahr 2017 übernahm zur Mühlen von der Tönnies Holding die Blankemeyer-Gruppe in Gütersloh (Marten Vertriebs GmbH & Co. KG und Vogt & Wolf GmbH).
2019 hat die Zur-Mühlen-Gruppe das Wurstwarengeschäft von Bell Deutschland übernommen.
2020 wurde der insolvente Wursthersteller Schwarz Cranz mit rund 550 Beschäftigten von der Zur-Mühlen-Gruppe übernommen.
Im April 2023 wurde EWG Eberswalder Wurst aus Britz bei Eberswalde übernommen.

## Unternehmensgruppe
Zur Unternehmensgruppe gehören neben dem Mutterunternehmen Zur Mühlen ApS & Co. KG unter anderem:
- Böklunder Fleischwarenfabrik, 1998 erworben
- Anhalter Fleischwaren GmbH Zerbster Original in Zerbst/Anhalt, zum 1. März 2002 erworben
- Könecke Fleischwarenfabrik, zum 1. Januar 2006 erworben
- Redlefsen GmbH, Satrup, 2006 erworben
- Schulte Fleisch- und Wurstwaren GmbH, Dissen am Teutoburger Wald, 2002 erworben
- August Strothlücke GmbH & Co. KG (Marke Astro), ab dem 1. August 2018[18]
- DöllingHareico Fleisch- und Wurstwaren GmbH & Co. KG., 1999 Übernahme hareico von Dölling, fortan als Unternehmensgruppe DöllingHareico[19]

Alle Auslandsgeschäfte der Gruppe werden durch das Tochterunternehmen Zur Mühlen International (ZMI) koordiniert. Diese Exportabteilung ist ein selbstständiges Unternehmen der Zur-Mühlen-Gruppe. Der weltweite Exportanteil liegt nach eigenen Angaben bei 25 %. Elf Exportbüros vermarkten die Produkte in 40 Ländern, überwiegend in Europa, Asien, Australien und dem Nahen Osten.

## Werke und Standorte

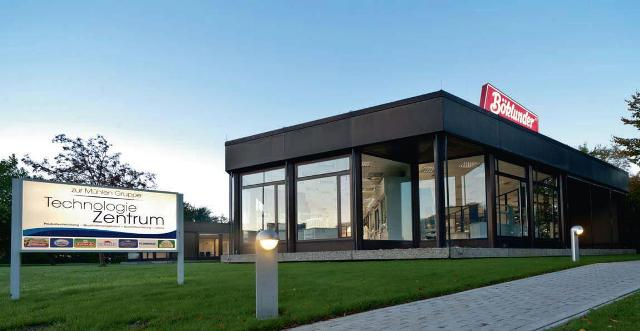
Technologiezentrum der Zur-Mühlen-Gruppe

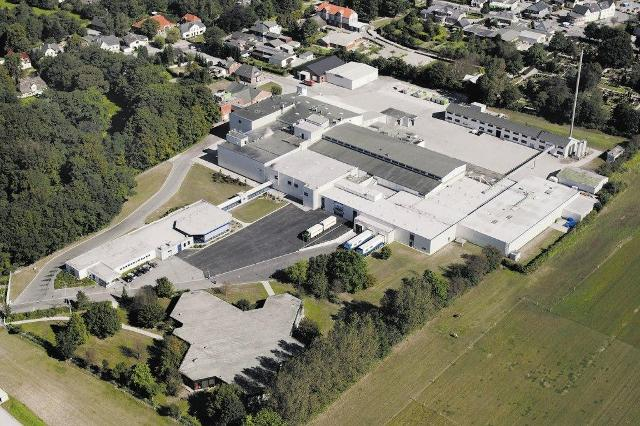
Werk Satrup

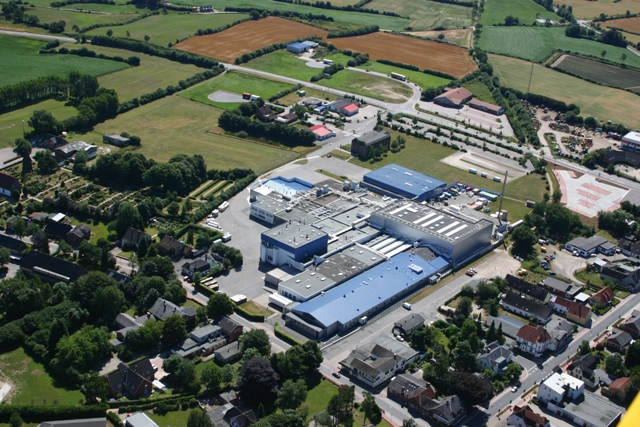
Werk Böklund

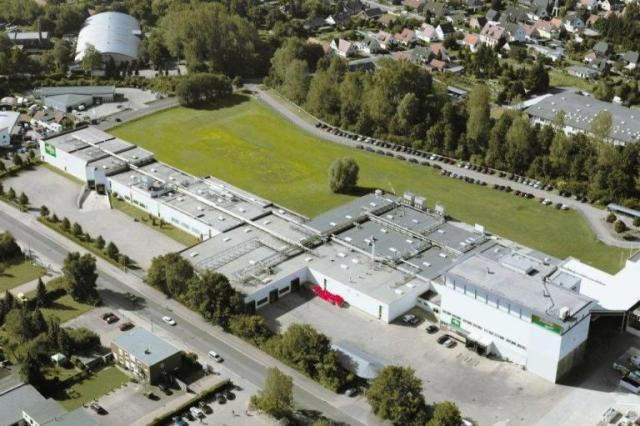
Werk Delmenhorst

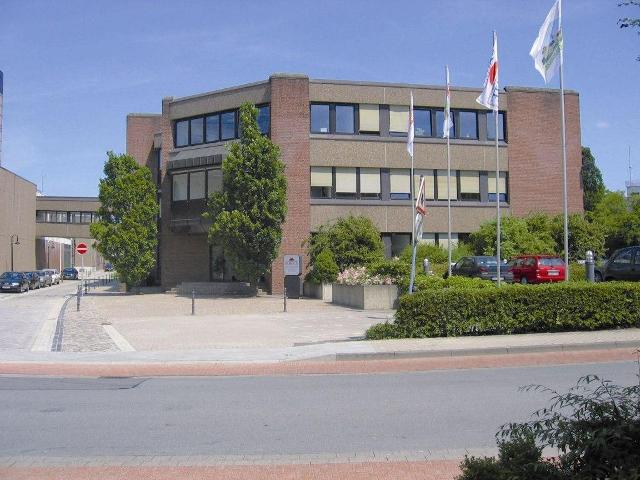
Werk Dissen

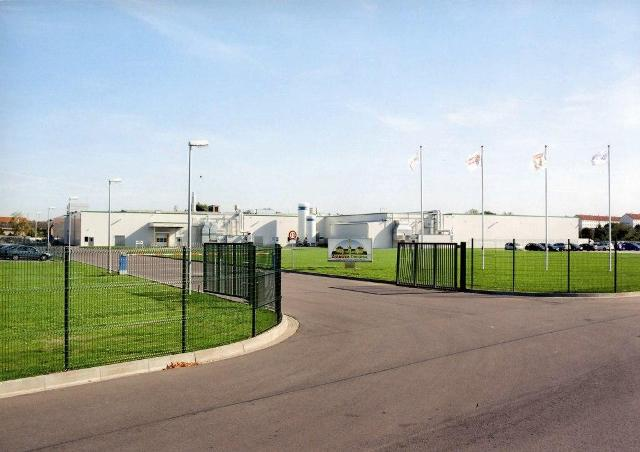
Werk Zerbst

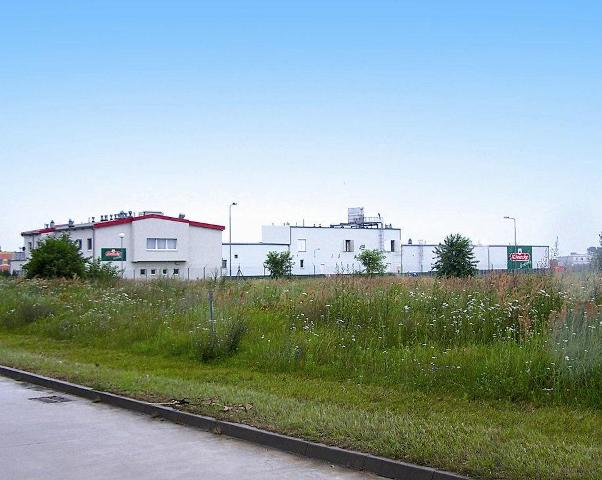
Werk Słubice

- Technologiezentrum

2010 wurde das Technologiezentrum in Satrup eröffnet. Dort befinden sich Laborräume für Mikrobiologie, Chemie und Sensorik für die Produktentwicklung, Qualitätsmanagement und Qualitätssicherung.
- Werk Satrup

Produktionsschwerpunkte: Rohwurst, Mini-Salami, Snacks
- Werk Böklund

Produktionsschwerpunkte: Würstchenkonserven, Frische Würstchen
- Werk Böklund 2

Produktionsschwerpunkte: Vegetarische Produkte
- Werk Elmshorn

Produktionsschwerpunkte bis 2019: Frische Würstchen, Bratwurst, Rohwurst
- Werk Delmenhorst

Produktionsschwerpunkte: Brühwurst, Aufschnitt, Kochwurst, Roh- und Kochschinken, Feinkost Convenience, Fleischkonserven
- Werk Dissen

Produktionsschwerpunkte: Rohwurst, Bedienungsware, SB-Ware, Snacks
- Werk Versmold

Produktionsschwerpunkte: Geflügelwurst, Vegetarische Produkte
- Werk Gütersloh

Produktionsschwerpunkte: Edelschimmelgereifte Rohwurst, Geräucherte Rohwurst
- Werk Chemnitz

Produktionsschwerpunkte: Brühwurst, Würstchen, Fleischwurst
- Werk Suhl

Produktionsschwerpunkte: Thüringer Spezialitäten, Kochschinken, Brühwurst
- Werk Zerbst

Produktionsschwerpunkte: Bratwurst, Fleischwurst, Brühwurst, Kabanossi, Aspik, Kochwurst
- Werk Słubice (Polen)

Produktionsschwerpunkte: Rohwurst, Sucuk
- Werk Nove (Polen)

Produktionsschwerpunkte: dänische Spezialitäten, polnische Spezialitäten: Brühwurst, Kochwurst und Convenience

## Marken

Böklunder
Könecke
Redlefsen
Schulte
Jensen's
Heine's
Plumrose
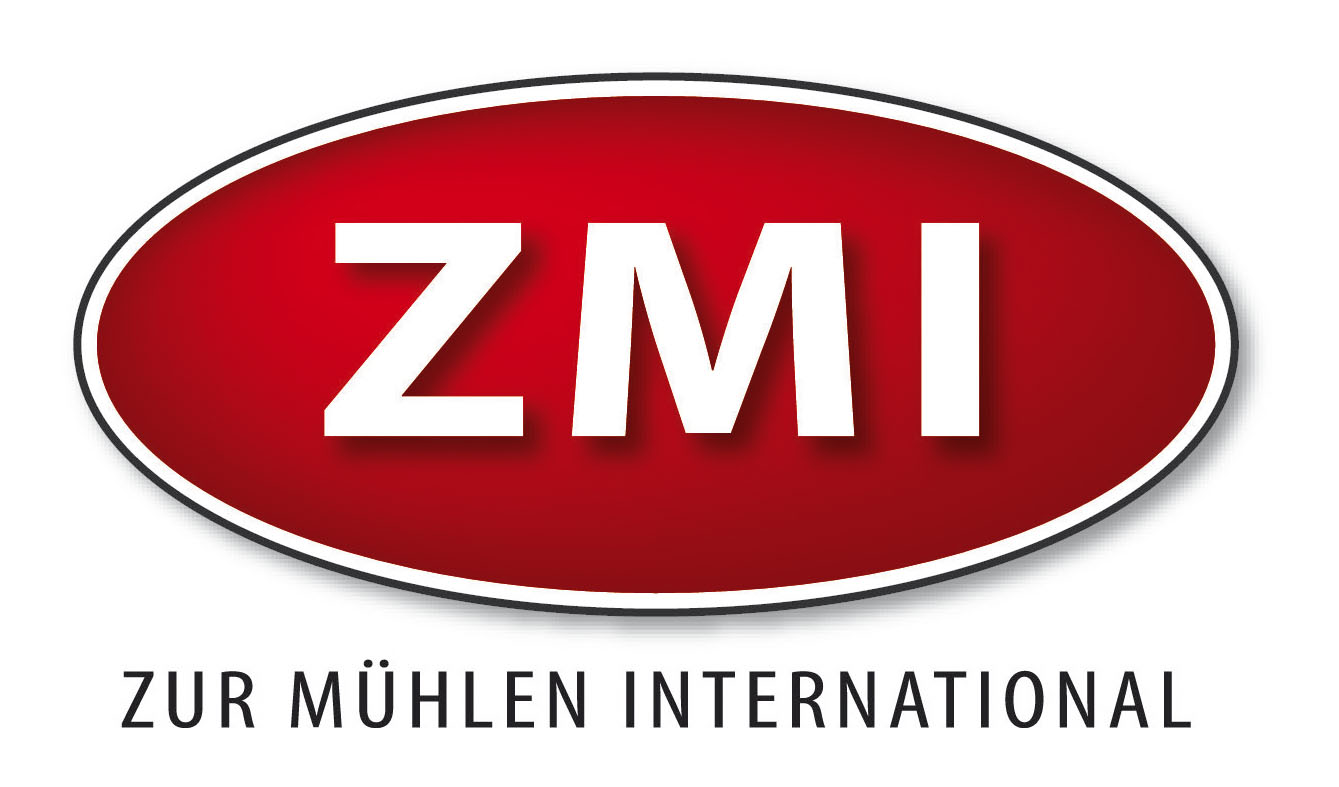
Zur Mühlen International

## Kritik & Kontroversen
siehe auch: Tönnies Holding#Kritik und Kontroversen
Laut im Juni 2020 gemachten Angaben der Gewerkschaft Nahrung-Genuss-Gaststätten hatte Tönnies in der Vergangenheit bei der Zur-Mühlen-Gruppe versucht, alle gewerkschaftlichen Strukturen zu zerschlagen.